# Galeras (Sucre)
Pour les articles homonymes, voir Galeras.
Galeras est une municipalité de Colombie, située dans le département de Sucre.